# جمال گورسل
جمال گورسل (انگلیسی: Cemal Gürsel؛ زاده ۱۳ اکتبر ۱۸۹۵ – درگذشته ۱۴ سپتامبر ۱۹۶۶) یک سیاست‌مدار اهل ترکیه بود. او با الگو از حزب دموکرات ایالات متحده آمریکا، حزب دموکرات ترکیه را تأسیس کرد.